# Jacinto Pimentel
Jacinto Pimentel (c. 1605-Cádiz, 1676) fue un escultor español del barroco.

## Biografía

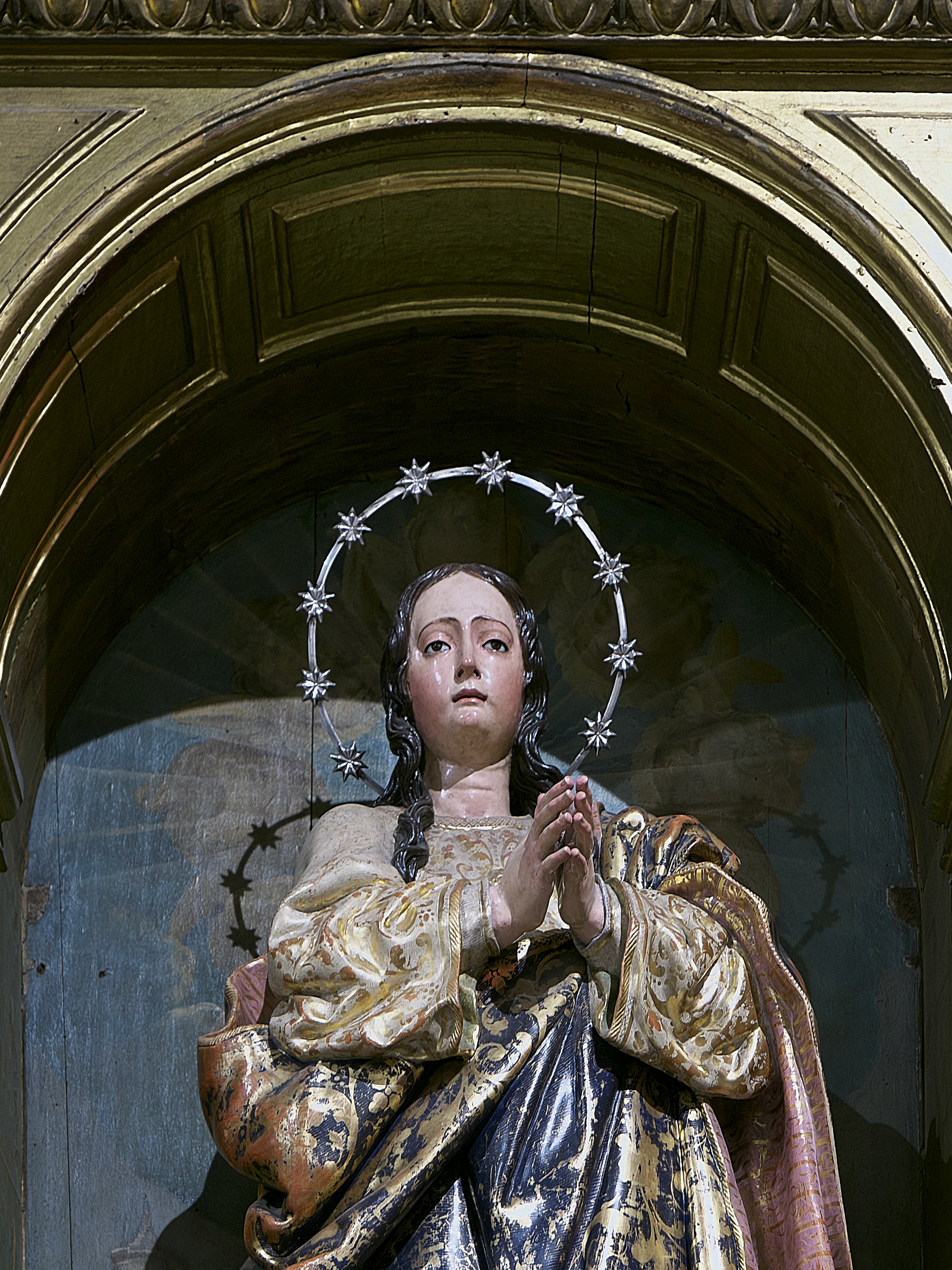
Iglesia de San Lorenzo (Sevilla). Detalle de la imagen de la Inmaculada Concepción.

No se sabe con exactitud ni el lugar ni la fecha de su nacimiento, aunque parece que fue sobre 1605, no disponemos de documento alguno en la actualidad que confirme esa aseveración. En cuanto a su lugar de nacimiento, hay toda una serie de conjeturas. Algunos tratadistas hablan de Sevilla, pues sus primeros datos aparecen en esta localidad, sin embargo, el no haberse declarado nunca como "natural de Sevilla" sino como "residente en Sevilla", nos hace pensar que no era sevillano. Lo mismo se podría decir de una posible vinculación gaditana, nunca hizo referencia a Cádiz como su patria, utilizando asimismo la fórmula del "residente en". Otros hablan de su procedencia extremeña, castellana e incluso en algunos lugares aparece el dato de haber nacido en Villarreal. Si examinamos su obra, especialmente las primeras de la etapa sevillana, podemos encontrar un cierto aire granadino en su estilo y, por extensión, ciertas analogías con la escultura practicada en las zonas murciana y levantina, aunque esa influencia la pudo adquirir de Martínez Montañés y de Francisco de Ocampo.
Hasta 1624 no aparecen datos biográficos fidedignos, cuando lo encontramos como oficial en el taller de Francisco de Ocampo, del cual Pimentel sí que tiene evidentes influencias en su obra postrera. Poco después se independiza, ya que interviene junto a otros artistas en el Coro de San Pedro en 1627, por aquel entonces vivía en la collación sevillana de San Miguel. Es este dato de 1627 el que nos hace pensar que Pimentel hubo de nacer entre 1600 y 1605. 
En el año 1639 y a pesar de haber estado casado, nuestro artista toma los hábitos de la Orden Tercera de San Francisco, en la cual profesó en 1644, llegando a ocupar en ella cargos de responsabilidad, como el de Ministro de la Orden.
Como curiosidad anotar que hizo obras para el Carnaval de Cádiz en 1658. Hizo testamento en 1669, y murió en Cádiz el 2 de marzo de 1676.

## La obra
Podríamos dividir la producción de Pimentel en dos etapas, en base más a la procedencia de sus imágenes que a las diferencias estilísticas de las mismas, una sevillana y otra gaditana.

### Etapa Sevillana
- La primera obra de importancia de Jacinto Pimentel la constituye el retablo mayor del Convento de Madre de Dios de Carmona (Sevilla). El retablo fue concertado en 1630 por la orden dominica residente en dicho convento, que por aquel entonces era un convento de monjas de clausura. El retablo se terminó en 1632.
- Una pequeña talla de San José con el Niño, en el mismo Convento de la Madre de Dios de Carmona. Al parecer, esta talla estaba en el retablo anteriormente citado.
- Santo Tomás de Aquino. Se trata de una talla de vestir, que se sitúa, igualmente, en el Convento de la Madre de Dios.
- Otras imágenes del mismo Convento atribuidas a Pimentel: Imagen de vestir del santo dominicano San Vicente Ferrer, imagen de vestir de Santo Domingo de Guzmán, una imagen de vestir de la Virgen de la Encarnación y otra de la Virgen del Rosario.
- Una imagen de Jesús Nazareno de la localidad sevillana de La Campana que pertenece a la hermandad homónima radicada en la Iglesia Parroquial de Santa María la Blanca y puede datar de 1630-1635.
- Recientemente, también se le atribuye la imagen de Nuestro Padre Jesús Nazareno de Mairena del Alcor. Esta imagen procede de la Iglesia de San Francisco de Carmona y a su vez del desaparecido Convento del Carmen de dicha ciudad.

### Etapa Gaditana
Tras varios años de estancia en Sevilla, Pimentel decide en 1637 fijar su estancia en Cádiz. Aquí comienza una nueva etapa en la que ya sí que encontramos una abundante producción imaginera que va aumentando con el paso de los años. Consta además que por esta época el escultor Alonso Martínez fue discípulo de nuestro artista, del cual parece que se independiza en este año de 1637.
- La primera obra documentada de Pimentel en Cádiz es la del Santísimo Cristo de la Humildad y Paciencia (Cádiz), el cual fue acabado en el año 1638 (aunque fue encargado en Sevilla un año antes) tal y como reza en una inscripción situada en un hueco en la base de la imagen que dice: "acaboce anno 1638 Jacinto Pimentel faciebat"
- El mismo año de 1638 Pimentel realiza la talla de Nuestra Señora del Carmen (Cádiz), tal y como consta en el documento encontrado por el historiador Enrique Hormigo, en el cual Imón de Tolosa, mayordomo de dicha cofradía concierta con Pimentel la hechura de la imagen. Dicho documento está fechado a 26 de mayo de 1638 y estima el mes de agosto del mismo año para la entrega de la imagen. El artista cumplió el encargo con presteza ya que en el torso de la imagen, podemos ver la firma del artista y el año de 1638.
- De la posible etapa jerezana de Pimentel lo único que se conoce, es la atribución que tiene la imagen de María Santísima de la Confortación, titular mariana de la Hermandad de la Oración en el Huerto de Jerez sita en la iglesia conventual de Santo Domingo, imagen que pudo ser realizada en torno a 1640.
- En 1644 Pimentel realiza unas tallas de San Bernardino y San Diego para Los Descalzos cuyo paradero actual se desconoce.
- Cronológicamente le sigue San Juan Bautista, que realizó para la Iglesia de San Agustín (Cádiz) en 1651 y que en la actualidad se encuentra en los Padres Capuchinos de Granada.
- El primitivo titular de la cofradía de la Expiración, actualmente situado en la Capilla de los Franceses del Convento de Nuestra Señora de los Remedios e Iglesia de San Francisco (Cádiz), fue realizado en 1655.
- Nuestro Padre Jesús Atado a la Columna (Cádiz) de la Hermandad homónima de la Iglesia de San Antonio (Cádiz). Consta que esta Hermandad se funda en 1660 y encarga a Pimentel la hechura de su titular, realizándose la bendición de la misma en febrero de 1661.